# Landing op Iwo Jima

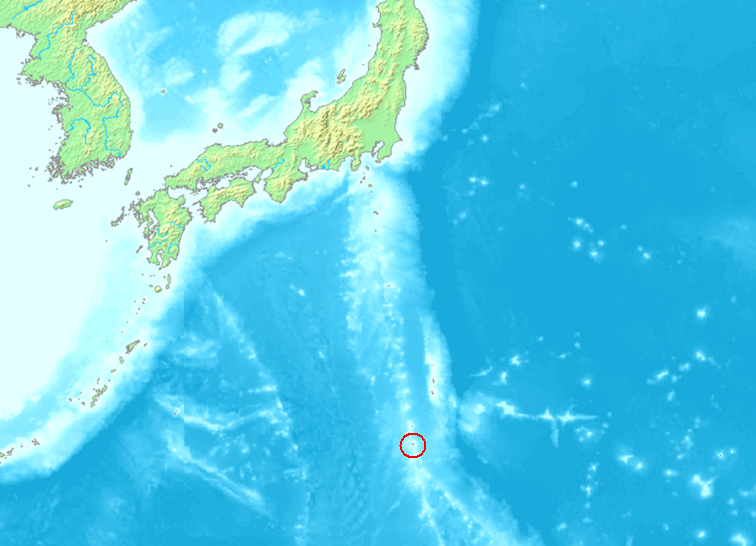
Ligging van Iwo Jima

De Landing op Iwo Jima (codenaam Operatie Detachment) was in februari 1945 een landingsoperatie van de Amerikanen op het eiland Iwo Jima die een onderdeel vormde van de gevechten in de Grote Oceaan tussen de Verenigde Staten en keizerrijk Japan tijdens de Tweede Wereldoorlog. De Amerikanen wilden Iwo Jima als basis voor hun (lucht)aanvallen op Japan gebruiken. Zij wisten het eiland op de Japanners te veroveren en verkregen zo de controle over de daar aanwezige drie vliegvelden, de enige tussen Japan en de Marianen en op 1250 km van Tokio. De Japanners hadden deze gebruikt om Amerikaanse bommenwerpers te onderscheppen onderweg van en naar hun bombardementen op Japan en nu konden de Amerikanen het eiland gebruiken als basis voor aanvallen op het Japanse vasteland.

## Voorspel
Ten tijde van de aanval op Pearl Harbor had het Japanse leger een garnizoen van 3700-3800 man gelegerd op Chichi-jima.
Hiernaast waren er een 1200 man marinepersoneel gevestigd op de Chichi-jima marinebasis. Deze bestond uit een basis voor watervliegtuigen, een radio- en weerstation en verschillende lichte vaartuigen als mijnenvegers, onderzeebootjagers en patrouilleboten.
Op Iwo Jima had de marine een vliegveld gebouwd op 1,5 à 2 km afstand van de berg Suribachi. 1500 man marineluchtvaart personeel en twintig vliegtuigen vormden de bezetting van het vliegveld.
Na het verlies van de Marshalleilanden en de vernietigende luchtaanvallen op Truk in de Carolinen in februari 1944, heroverwogen de Japanse militaire leiders de situatie. Alle inlichtingen wezen op een komende Amerikaanse aanval richting de Marianen en de Carolinen. Als maatregel hiertegen formeerden zij een binnenste verdedigingslinie die zich uitstrekte van de Carolinen tot de Marianen, en van daar naar de Bonin-eilanden. In maart 1944 werd het 31ste Japanse leger geformeerd onder bevel van generaal Hideyoshi Obata om deze binnenste verdedigingslinie te bemannen.
De commandant van het Chichi-jima garnizoen werd nominaal bevelhebber van de leger- en marine-eenheden op de Bonin-eilanden.
Omdat Japan zich na het verlies van de Marianen in de zomer van 1944 terdege realiseerde dat het verlies van de Bonin-eilanden een verheviging van de bombardementen op het Japanse thuisland zou betekenen, stuurden zowel de marine als het leger versterkingen naar Iwo Jima. In maart en april 1944 kwamen er vijfhonderd man marine en vijfhonderd man versterking van het leger aan.
Samen met versterkingen van Chichi-jima en de thuiseilanden groeide de kracht van de verdediging uit tot vijfduizend man met dertien stukken artillerie en tweehonderd lichte en zware machinegeweren. De defensie beschikte hiernaast over twaalf zware luchtafweerkanonnen, 120 mm scheepsafweergeschut, en dertig 25mm dubbelloops luchtafweermitrailleurs.
De Japanse verdedigingsplannen werden gecompliceerd doordat de marine na de vernietigende nederlaag van haar vloot in de Slag in de Golf van Leyte niet meer in staat was de landingen effectief te hinderen. Bovendien waren de luchtverliezen zo zwaar dat, zelfs vertraging door luchtaanvallen niet meegenomen, het tot maart of april 1945 zou duren voordat de Japanners weer over drieduizend toestellen zouden beschikken. Zelfs dan zouden deze toestellen niet boven Iwo Jima kunnen worden ingezet, want het eiland viel buiten bereik van de Japanse vliegtuigen. En datgene wat er aan vliegtuigen was, was hard nodig op Formosa en de aangrenzende eilanden, waar in ieder geval voldoende luchtbases beschikbaar waren.
In een naoorlogse studie beschreven Japanse stafofficieren de strategie bij de verdediging van Iwo Jima als volgt:
In het licht van bovenstaande situatie, onderkennend dat het onmogelijk was om lucht, land- of zeeoperaties uit te voeren die tot een uiteindelijke overwinning zouden leiden, werd besloten dat om tijd te winnen voor de voorbereiding van de verdediging van het (Japanse) thuisland, onze strijdkrachten uitsluitend moesten vertrouwen op de beschikbare verdediging van het gebied en het doel de vertraging van de vijandelijke opmars was.
Het was een terneerdrukkende gedachte dat zelfs zelfmoordaanvallen van kleine groepen marine- en legervliegtuigen, verrassingsaanvallen van onderzeeërs en landingen door parachutisten niet in staat zouden zijn incidentele strategische kansen te benutten.

Zelfs voor de val van Saipan in juni 1944, wisten de Japanners dat Iwo Jima versterkt diende te worden. Eind mei informeerde generaal Hideki Tojo luitenant-generaal Tadamichi Kuribayashi op het kantoor van de premier dat hij uitgekozen was om Iwo Jima tot het eind te verdedigen. Kuribayashi werd het belang van deze opdracht benadrukt: de ogen van heel Japan waren op hem gericht. Op 8 juni begaf Kuribayashi zich op weg voor wat zijn laatste opdracht zou zijn.
In de begindagen van 1945 wachtte Japan het vooruitzicht van een geallieerde invasie. Dagelijkse bombardementen vanaf de Marianen, onderdeel van Operatie Scavenger, richtten vernietigende schade aan. Iwo Jima diende als waarschuwingsstation. Per radio werd de komst van Amerikaanse bommenwerpers aan Japan doorgegeven. De Japanse luchtverdediging was dan klaar wanneer de geallieerde bommenwerpers zouden arriveren.
De landing werd door de geallieerden gepland omdat tussen de landing op Leyte in de Filipijnen en de landing op Okinawa een gat van twee maanden in de planning zat. Dit werd niet aanvaardbaar geacht.

## Japanse voorbereidingen

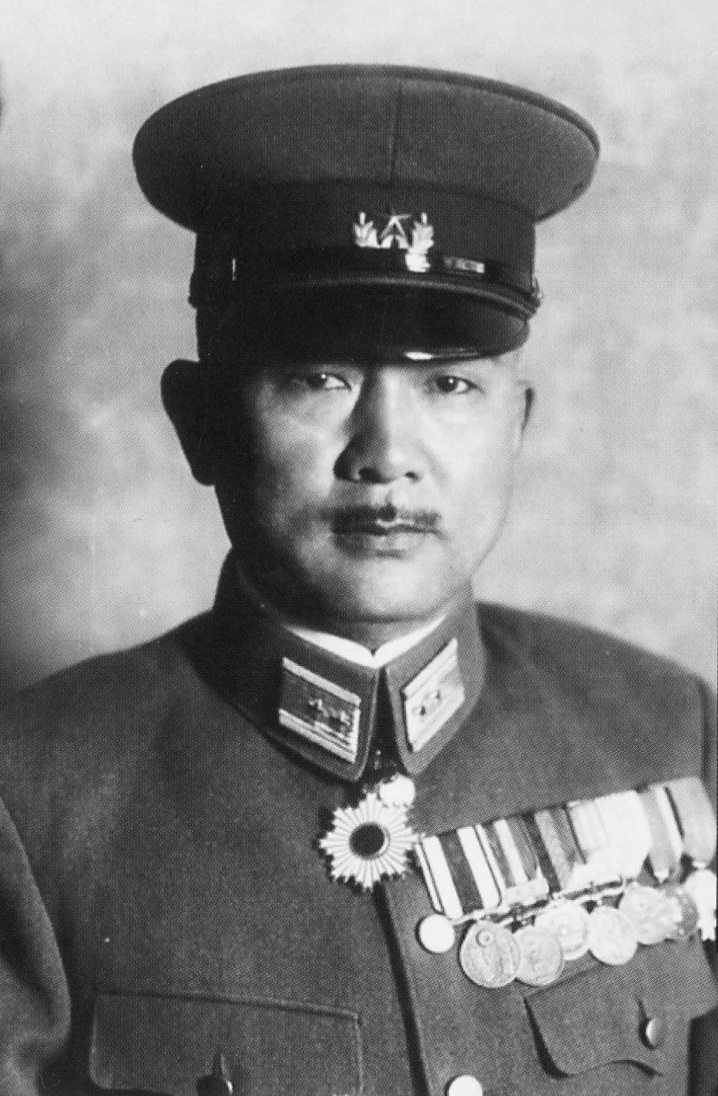
Tadamichi Kuribayashi

Generaal Kuribayashi kwam tussen 8 en 10 juni 1944 aan op Iwo Jima. Bij zijn aankomst waren er tachtig gevechtsvliegtuigen aanwezig, maar begin juli waren er hier slechts vier van over. Een Amerikaanse marine-eenheid beschoot gedurende twee dagen vanaf dichtbij het eiland. Er bleef geen gebouw heel. Ook werden de laatste vier vliegtuigen vernield.
Tot verbazing van het garnizoen volgde er in de zomer van 1944 geen invasie. Er bestond echter weinig twijfel dat de Amerikanen een invasie zouden ondernemen. Het was duidelijk dat bij gebrek aan lucht- en marineondersteuning de val van het eiland onvermijdelijk was, maar generaal Kuribayashi was vastbesloten de tegenstander daar een zo hoog mogelijke prijs voor te laten betalen. Als eerste stap liet hij alle burgers evacueren, iets wat eind juli gereed was.
Kuribayashi voorganger, luitenant-generaal Hideyoshi Obata, had conform de geldende doctrine dat invasies direct aan de waterzijde gestopt dienden te worden, de kustlijn versterkt met bunkers en artillerie.
Generaal Kuribayashi hield er een andere mening op na. In plaats van een vergeefse poging om de stranden te houden, liet hij deze alleen met lichte wapens verdedigen. Alle artillerie, mortieren en raketten werden aan de voet en op de hellingen van de vulkaan Suribachi en op de hoge grond in het noorden geplaatst.
Voor een langdurige verdediging van het eiland zou een uitgebreid en doordacht systeem van tunnels op verschillende niveaus nodig zijn, immers het kustbombardement had getoond dat gebouwen de beschietingen van scheepsgeschut niet konden weerstaan.
Er werden ingenieurs uit Japan ingezet om de tunnels en grotten zo te ontwerpen dat ook bij langdurige beschieting verse lucht aanwezig zou zijn.
Tegelijkertijd begonnen versterkingen op het eiland te arriveren. Kuribayashi besloot de 2de gemengde brigade van vijfduizend man over te plaatsen van Chichi naar Iwo. Na de val van Saipan werden 2700 man van het 145ste infanterieregiment onder kolonel Masuo Ikeda naar Iwo Jima overgebracht. Deze versterkingen brachten in juli en augustus de getalsterkte omhoog tot 12.700 man.
Een geniebataljon van 1233 man begon met de constructie van de bunkers en ander fortificaties.
Op 10 augustus arriveerde admiraal Toshinosuka Ichimaru, kort daarna gevolgd door 2216 man marinepersoneel. Vervolgens arriveerden artillerie-eenheden en vijf antitankbataljons. Hoewel veel bevoorradingsschepen onderweg naar Iwo Jima door Amerikaanse onderzeeërs en vliegtuigen tot zinken werden gebracht, bereikte gedurende de zomer en het najaar van 1944 veel materiaal het eiland.
Eind 1944 had Kuribayashi 361 stukken artillerie beschikbaar van 75 mm of zwaarder. Hiernaast had hij een dozijn 320 mm mortieren, 65 middelzware (150 mm) en lichte (81 mm) mortieren, 33 stukken scheepsgeschut van 80 mm en 94 luchtafweerkanonnen van 75 mm of meer. Hiernaast waren er tweehonderd 20 en 25 mm luchtafweerkanonnen, en 69 antitankkanonnen. De vuurkracht van deze artillerie werd versterkt met zeventig raketlanceerders van diverse formaten, waaronder een reuzenexemplaar van meer dan vijfhonderd pond met een bereik van 7 km.
Het 26e tankregiment werd onderweg naar Iwo Jima getorpedeerd en verloor al haar 28 tanks. De zeshonderd man kwamen wel veilig aan.
Er werden nieuwe tanks in Japan besteld en in december kwamen er 22 aan. De bedoeling van kolonel Nishi was zijn tanks overal in te zetten waar de situatie uit de hand dreigde te lopen. De heuvelachtige natuur van het eiland verhinderde een dergelijk gebruik en de tanks werden ingegraven.
Alle artillerie werd door de Japanners ingebouwd in stevige betonnen bunkers. De Japanners ondervonden dat men van de zwarte vulkanische as met cement een uitstekende kwaliteit beton kon maken. De bunkers bij het strand hadden alle een muurdikte van een meter. Een uitgebreid netwerk van ondergrondse gangen, bunkers en versterkingen bood de Japanse troepen een prima schuilplaats tegen luchtaanvallen en scheepsbeschietingen. Hierbij werd uitgebreid aandacht geschonken aan ventilatie (de vulkanische aard van het eiland gaf veel zwavelhoudend gas) en voor meerdere uitgangen, zodat na een bombardement de bemanning van een bunker niet gevangen zou zitten.
Generaal Kuribayashi vestigde zijn commandobasis op het noordelijke deel van het eiland. Zijn commandobunkers lagen ruim twintig meter onder de grond, verbonden met tweehonderd meter lange tunnels. Bovengronds, in een stevige betonnen bunker, werkten zeventig telegrafisten in ploegen.
Heuvel 382 was na de vulkaan het hoogste punt van het eiland. Hier werd een weerstation en een radiostation gebouwd. Kolonel Chosaku Kaido was verantwoordelijk voor alle artillerie op het eiland en had zijn commando vlak bij het radiostation.
Het grootste project was een 27 km lang stelsel van tunnels om alle grote defensie-installaties te verbinden. Bij de landing door de Amerikanen was hiervan 13 km voltooid. De arbeid was extreem zwaar: de temperatuur bedroeg 30 tot 50 graden, men moest gasmaskers tegen de zwavelhoudende dampen dragen en vanaf 8 december bombardeerde de Amerikaanse luchtmacht het eiland dagelijks. Ondanks de Amerikaanse blokkade door onderzeeërs en bommenwerpers bleven er versterkingen binnendruppelen. Uiteindelijk had generaal Kuribayashi de beschikking over 21.000 tot 23.000 man.
Zijn verdedigingsplan week radicaal af van alle eerdere plannen voor de verdediging van het eiland:
- Om hun posities niet te verraden, zou de Japanse artillerie geen Amerikaanse scheepsbeschietingen beantwoorden.
- Men zou de Amerikanen niet op de stranden opvangen.
- 400 à 500 meter landinwaarts zouden de Amerikanen onder vuur worden genomen door automatische wapens bij het vliegveld en artillerie op de vulkaan Suribachi en vanaf de hoge grond in het noorden.
- Na maximale schade te hebben aangericht, zou de artillerie van het vliegveld naar het noorden worden teruggetrokken.
- Er zou geen grote banzai tegenaanval worden uitgevoerd.
- Er zou een elastische, zittende verdediging worden gevoerd. De Japanse troepen hadden voorraden voor 2,5 maand.

## Amerikaanse voorbereiding
Op 7 oktober 1944 formuleerde admiraal Chester W. Nimitz met zijn staf de doelen voor Operatie Detachment. Het algehele doel voor de operatie was tegen Japan "de druk op ketel te houden" en de Amerikaanse controle over de Grote Oceaan te verstevigen. Met Iwo Jima in Amerikaanse handen zouden Amerikaanse bommenwerpers minder gehinderd worden in hun bombardementen op Japan, en het eiland kon in gebruik worden genomen als basis voor aanvallen op Japan. Amerikaanse gevechtsvliegtuigen zouden steun kunnen geven aan Amerikaanse bommenwerpers bij hun vluchten naar Japan, en beschadigde bommenwerpers zouden op Iwo Jima een noodlanding kunnen maken.
Op 9 oktober ontving generaal Holland Smith de studie van de staf, vergezeld van een opdracht van admiraal Chester Nimitz om het eiland in handen te krijgen. In de opdracht werden ook de commandanten voor de operatie genoemd.
- Admiraal Raymond Spruance, commandant van de vijfde vloot, kreeg het bevel over Operatie Commander met Task Force 50.
- Onder Spruance viel viceadmiraal Richmond Kelly Turner, commandant van de amfibische strijdkrachten in de Grote Oceaan, zou bevel voeren over Task Force 51.
- Plaatsvervangend commandant van de Joint Expeditionary Force was Schout-bij-nacht Harry W. Hill. Generaal Holland Smith werd aangewezen als bevelvoerend generaal van de "Expeditionary Troops", Task Force 56.

Het was niet toevallig dat deze personen voor deze operatie werden uitgekozen. Ieder van hen had in vorige gelijksoortige operaties zijn sporen verdiend. Het was het team dat de amfibische technieken van Guadalcanal tot Guam en van de Salomonseilanden tot Tarawa had georganiseerd en geperfectioneerd.
De belangrijkste eenheden van de landingstrijdmacht zouden de 3de, 4de en 5de divisie mariniers zijn. De derde divisie had zichzelf al onderscheiden bij Bougainville op de Salomonseilanden en op Guam in de Marianen. De divisie was in de herfst 1944 nog bezig met een reorganisatie na de zware gevechten op Guam en tevens actief in het opruimen van de laatste Japanse verzetshaarden op het eiland.
Admiraal Spruance nam op 26 januari het bevel over de betrokken strijdkrachten in het centrale deel van de Grote Oceaan op zich. De 4de en 5de mariniersdivisie minus het 26ste regiment waren aangewezen voor de landing. Het 26ste regiment was reserve, terwijl de 3de divisie vanaf Guam aan boord zou gaan en niet eerder dan D+3 (drie dagen na de eerste landing) aan land zou gaan.
Het landingsschema was eenvoudig: de 4de en 5de divisie zouden op het oostelijke strand landen, de 4de rechts en de 5de links.
De 3de divisie zou later op hetzelfde strand landen en al naargelang de behoefte een offensieve of defensieve rol spelen.
Het plan voorzag een snelle uitbreiding van het bruggenhoofd. Een regiment van de 5de divisie werd aangewezen voor de verovering van de vulkaan Suribachi in het zuiden.
Vanwege het risico op ongunstige golfcondities op de oostelijke stranden, werd op 8 januari 1945 een alternatief plan voor landing op de westelijke stranden opgesteld. De kans dat dit plan zou worden uitgevoerd was niet groot, omdat de overheersende noord- tot noordwestelijke wind gevaarlijke golven op de westelijke kust van het eiland gaf.
Voor de landing werd het oostelijke strand in stroken van 450 meter (500 yard) ingedeeld die van links naar rechts als groen,
rood 1 en 2, geel 1 en 2 en blauw 1 en 2 werden benoemd. De 5e divisie mariniers zou landen op groen en rood 1 en 2, en recht over het eiland trekken tot het de westkust bereikte: het eiland was op deze plaats vrij smal. Een regiment zou de vulkaan Suribachi innemen.
De 4de divisie mariniers had als opdracht het centrum van het eiland in te nemen, terwijl haar flank het Motoyama Plateau als doel kreeg, het hoge terrein met uitzicht op het landingsgebied. Tenzij beide doelen, van waaraf de stranden willekeurig bestookt konden worden, snel ingenomen zouden worden, zou het aantal slachtoffers onder de landingstroepen snel op kunnen lopen.
Wanneer het zuidelijke deel van het eiland veilig gesteld zou zijn, zouden de twee divisies gezamenlijk noordwaarts oprukken.
De 3de divisie mariniers, aanvankelijk als reserve aan boord blijvend, zou dan ook aan land gaan om de aanval extra kracht bij te zetten.

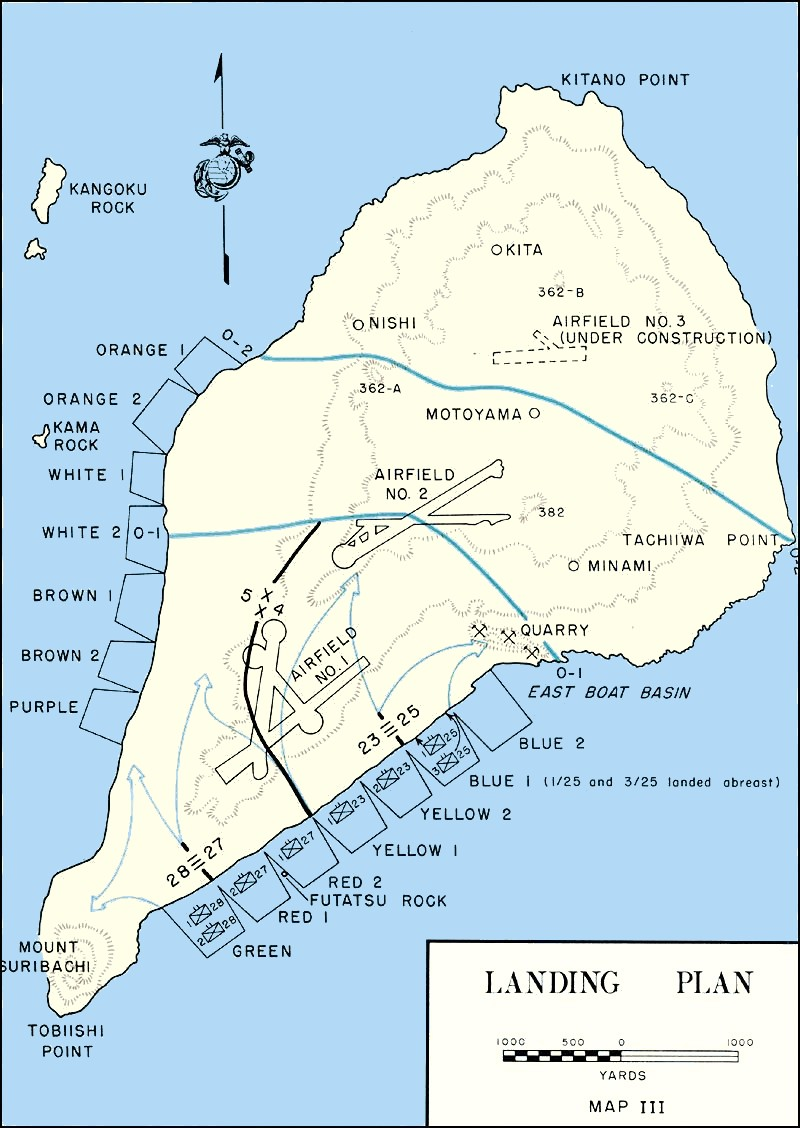
Landingsplan

Het gedetailleerde landingsschema, van links naar rechts:
- groen 1: 28e regiment, kolonel Harry B. Liversedge:
- groen 1: 27e regiment, kolonel Thomas A. Wornham:
- geel 1 en 2: 23e regiment, kolonel Walter W. Wensinger: Verover vliegveld Motoyama
- blauw 1: 25e regiment, kolonel John R. Lanigan: assisteren bij inname Vliegveld 1
- 24e regiment, kolonel Walter I. Jordan, in reserve
- 26e regiment, kolonel Chester B. Graham: ondersteunen 5e divisie

De artillerie zou pas na opdracht van de divisiecommandant aan land gaan. Het 14e regiment (kolonel Louis G. DeHaven) en 13e regiment (kolonel James D. Wailer) zouden de 4de respectievelijk 5de divisie steun verlenen.
De operatie was zo getimed dat op uur U 68 amfibische landingsvaartuigen van de eerste aanvalsgolf op het strand zouden komen. Deze voertuigen zouden doorrijden tot de eerste strook land voorbij de hoogwaterlijn. Deze gepantserde voertuigen zouden hun houwitsers en machinegeweren gebruiken om de vijand in dekking te houden. Op deze manier zou de infanterie uit de volgende aanvalsgolven dekkingsvuur hebben wanneer zij uit hun landingsvaartuigen over het strand renden. Het tijdstip voor de landing van de tanks zou flexibel bepaald worden. Vanaf 16 februari volgde een drie dagen durend bombardement van het eiland.

## De Amerikaanse landing
Op 19 februari om 02.00 uur 's nachts begonnen Amerikaanse slagschepen met een beschieting als bij de aanvang van D-Day.
Een bombardement door honderd bommenwerpers volgde, waarna het scheepsgeschut opnieuw in actie kwam. Om 08.30 uur gingen de eerste van 30.000 mariniers aan land op Iwo Jima.

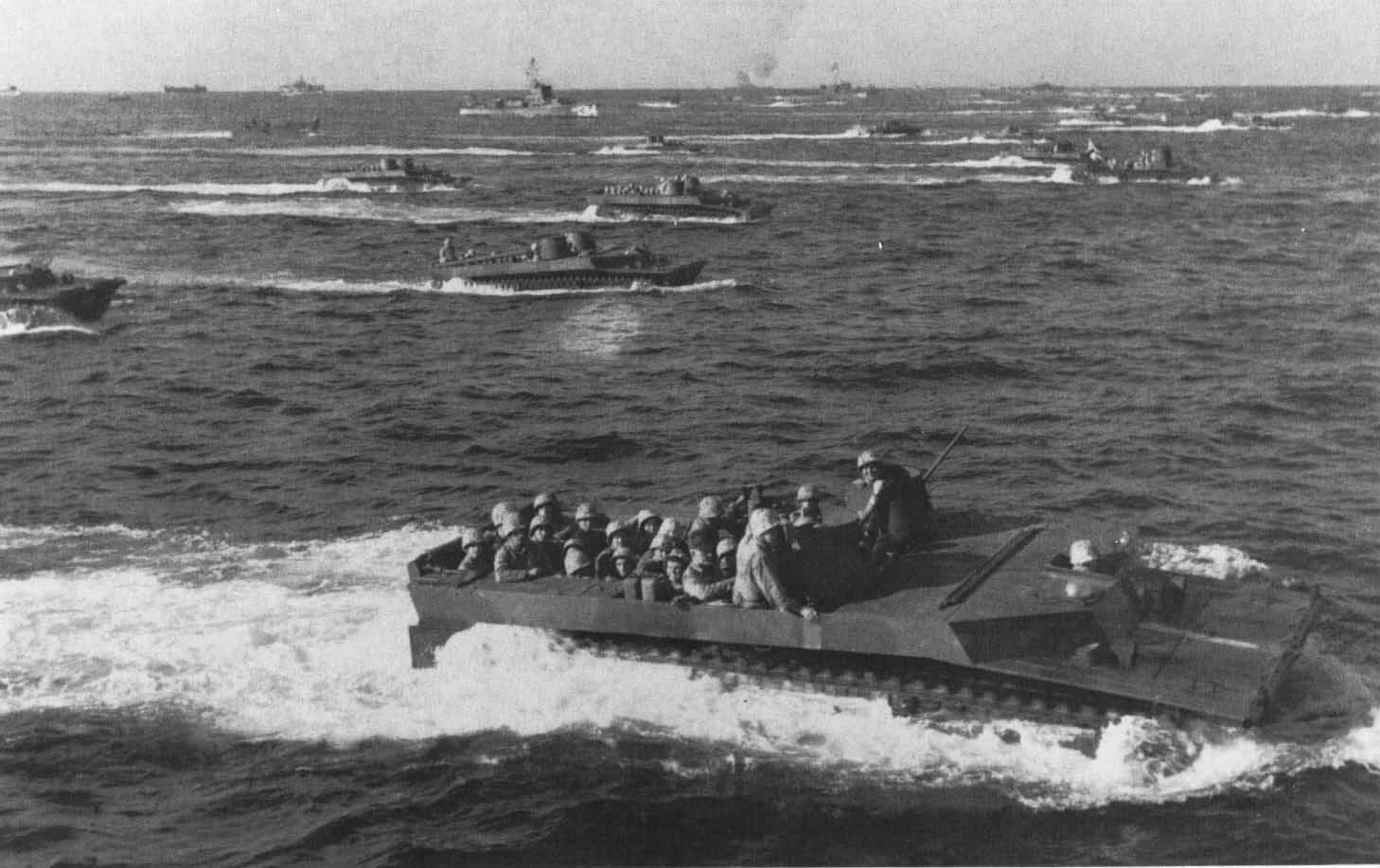
"Landing op Iwo Jima"

De mariniers lagen onder zwaar vuur vanaf de vulkaan Suribachi in het zuiden van het eiland. Het terrein waarin ze vochten was buitengewoon vijandig: ruwe vulkanische as waarop men gemakkelijk uitgleed, maar waarin het niet mogelijk was zich in te graven. Toch waren tegen de avond 30.000 mariniers aan land gegaan en was de berg afgesneden van het noorden van het eiland. In de loop van de strijd zouden nog 40.000 mariniers volgen.
De hellingen van de vulkaan Suribachi moesten meter voor meter bevochten worden. Geweervuur was nutteloos tegen de goed verschanste Japanse infanterie. Met vlammenwerpers en granaten moesten de Japanse bunkers stuk voor stuk uitgeschakeld worden.
Het duurde tot 23 februari voor de top werd bereikt. Om 10.00 uur plantten mariniers van het 28ste regiment op de top een Amerikaanse vlag.
Deze gebeurtenis werd enkele uren later overgedaan en hiervan werd een van de beroemdste foto's van de Tweede Wereldoorlog gemaakt. Fotograaf Joe Rosenthal van de Associated Press won met deze foto diverse prijzen, waaronder de Pulitzer-prijs in 1945.
Met het hijsen van de vlag waren echter nog niet alle Japanse verdedigingsstellingen op de vulkaan ingenomen. In de dagen hierna volgde nog zware strijd. Generaal Kuribayashi verbood een grote tegenaanval, toen Ichimaru hem hiervoor om toestemming verzocht.
Het landingsgebied was met het in handen krijgen van de vulkaan deels veilig gesteld. Nu kwamen er meer mariniers en zware uitrusting aan land. De invasie werd uitgebreid om de vliegvelden en de rest van het eiland in handen te krijgen. In de hierop volgende weken bleef de strijd over het gehele eiland uiterst taai. Met traditionele moed vochten de Japanners tot de dood. Van de 22.000 verdedigers werden slechts 200 man gevangengenomen.
De geallieerde strijdkrachten telden 21.000 slachtoffers, waarvan 7000 doden, waaronder de met de Medal of Honor onderscheiden John Basilone. Een kwart van de Medal of Honor onderscheidingen die tijdens de Tweede Wereldoorlog aan Amerikaanse mariniers werden toegekend, waren voor de verrichtingen op Iwo Jima. Op 26 maart 1945 werd het eiland veilig verklaard.
Admiraal Chester W. Nimitz zou de gevechten als volgt omschrijven: Onder de mannen die op Iwo Jima vochten, was ongewone moed een gewone eigenschap.

## Betekenis
De prijs voor Iwo Jima was aan beide zijden hoog. De prijs was het voor de Amerikanen echter wel waard. Tegen het einde van de oorlog hadden 2400 B-29 bommenwerpers met 27.000 bemanningsleden een noodlanding op het eiland gemaakt.